# Konkordieformlen
Konkordieformlen (latin Formula concordiae "opskrift på enighed") fra 1577 er den sidste lutherske bekendelse og blev til på foranledning af kurfyrst August af Sachsen (1553–1586, som var gift med Anna datter af Christian 3.).

Skriftet afslutter de lutherske lærestridigheder efter Martin Luthers død i 1546 og indleder ortodoksiens periode: den lutherske ortodoksi, som for alvor skulle sætte sig igennem fra begyndelsen af 1600-tallet og varede, indtil et mere personligt og inderligt fromhedsideal blev dominerende med pietismen i slutningen af århundredet.
Den omfatter 12 artikler og forsøger at bringe et kompromis i stand mellem dem, der især havde fulgt Philipp Melanchthons mere humanistiske linje – kaldet filippisterne, og tilhængerne af den sande lutherdom, de såkaldte gnesio-lutheranere, der havde en strengere biblicisme støttet af en bestemt udformet lære om skriftens verbalinspiration.
Konkordieformlen er ikke en del af den danske folkekirkes bekendelsesgrundlag.
I Danmark ville man ikke rokke ved traditionen fra Christian 3.'s tid, men opretholde "den rene lære og enighed". Kongen, Frederik 2. var blevet så urolig ved den megen diskussion om den rette arv fra Luther, at han helt forbød nogen i landet at have et eksemplar af den bog, Konkordiebogen, som Konkordieformlen kom til at indgå i fra 1580.
For at fremgå som det gode eksempel kastede kongen sine egne smukke bind på "en god skorstensild". (Kornerup i Koch 1959, s. 152)

## Konkordieformlen fra 1577
Det originale dokument var på tysk, og en version på latin blev tilvejebragt til Konkordiebogen af 1580.
De 12 artiklers overskrifter:
| Artikel | Tysk                                     | Latin                           | Dansk                                          | Kommentar (Fra Molland 1976, s. 225) |
| Nr. 1   | Von der Erbsünde                         | De peccato originis             | Om arvesynden                                  | Vendt mod Matthias Flacius (1520–1575): synden er menneskets substans                                                                          |
| Nr. 2   | Vom freien Willen                        | De libero arbitrio              | Om den fri vilje                               | Rettet mod synergisterne: menneskets vilje medvirkende ved omvendelsen                                                                         |
| Nr. 3   | Von der Gerechtigkeit vor Gott           | De iustitia fidei coram deo     | Om troens retfærdighed                         | I første række rettet mod Andreas Osiander (1498–1552): retfærdiggørelsen en virkelig omskabelse af vor natur ved indgydelse af Guds kærlighed |
| Nr. 4   | Von guten Werken                         | De bonis operibus               | Om gode gerninger                              | Mod Georg Major (1512–1574): gode gerninger nødvendige for saligheden. – Mod Nicolaus von Amsdorf (1483–1565): de er skadelige for saligheden  |
| Nr. 5   | Von Gesetz und Evangelium                | De lege et evangelio            | Om lov og evangelium                           | Mod antinomismen ved Johann Agricola (1499–1566): loven må ikke forkyndes for kristne                                                          |
| Nr. 6   | Vom dritten Gebrauch des Gesetzes        | De tertio usu legis             | Om lovens tredje brug                          | (som for Artikel 5) |
| Nr. 7   | Vom heiligen Abendmahl Christi           | De coena domini                 | Om Herrens nadver                              | Rettet mod de såkaldte krypto-calvinister (skjulte, hemmelige calvinister)                                                                     |
| Nr. 8   | Von der Person Christi                   | De persona Christi              | Om Kristi person                               | (som for Artikel 7) |
| Nr. 9   | Von der Höllenfahrt Christi              | De descensu Christi ad inferos  | Om Kristi nedfart til dødsriget                | Rettet mod flere sider og nøjes med at advare mod spekulationer, som går ud over hvad Luther har lært om sagen.                                |
| Nr. 10  | Von Kirchengebräuchen                    | De ceremoniis ecclesiasticis    | Om kirkeskikke                                 | Rettet mod Melanchthon og andre som forsvarede Leipzig-interimet med at de katolske kirkeskikke var et adiaforon - af mindre betydning.        |
| Nr. 11  | Von der ewigen Vorsehung und Wahl Gottes | De aeterna praedestinatione Dei | Om den evige prædestination og Guds udvælgelse | Mod den calvinske lære om forudbestemmelsen |
| Nr. 12  | Von anderen Rotten und Sekten            | De aliis haeresibus et sectis   | Om andre kætterier og sekter                   | Om gendøbernes, schwenkfeldianernes og antitrinitariernes vildfarelser.                                                                        |

(Sammenstillet ud fra: Tysk Wikipedia: Konkordienformel og Molland 1976, s. 225)

Hovedforfatterne til konkordieformlen var Jacob Andreae (1528–1590) og Martin Chemnitz (1522–1586), og den blev som Das Bergische Buch" (fra Klosteret Berge) sendt til godkendelse og underskrevet af 3 kurfyrster, 20 fyrster, 24 grever, 35 byer og henimod 800 teologer. Disse underskrifter repræsenterede circa 2/3 af den lutherske verden. (Molland 1976, s. 224 – Formula of Concord angiver dog som også andre steder ti gange så mange, nemlig 8000 teologer)
Den blev forkastet i Hessen, Zweibrücken, Anhalt, Pommern (Land), Holsten, Danmark, Sverige, Nürnberg, Strassburg, Magdeburg. (de:Konkordienformel)

## Konkordiebogen fra 1580
Konkordieformlen indgik i 1580 i den Konkordiebog, hvori de forskellige lutherske bekendelser blev samlet, og den skulle stå sammen med Bibelen som en rettesnor for teologi, prædiken og kateketisk undervisning. Den indeholdt de vigtigste bekendelser, katekismerne, skrifter, formler og traktater.
Den lutherske ortodoksi var lagt fast. Konkordiebogen igangsatte konkordiearbejdet, nemlig et omfattende forsøg på at skabe "Summaer" – logiske systemer, der kunne give svar på alt.

Dette arbejde skulle indhente territorialkirkernes allerede igangværende spredte forsøg af lignende art. Nogle få lutherske kirker fastholdt dog deres frihed til egen læreformulering.
Samlingen om konkordiebogen styrkede det landsfyrstelige kirkeregimente, som jo
ifølge Augsburgfreden (1555) besad den kirkelige ret (opsynsret, domsmagt, besættelsesret, lovgivningsret). Der var uenighed om hvorvidt fyrsten blot indtil videre var betroet magten over kirken, eller om han faktisk besad en biskoppelig magt. Ikke desto mindre blev fyrstens magt over landskirken et statsligt bureaukrati, som på længere sigt påvirkede det åndelige liv.
(Kilde: Kompendium over Frands Ole Overgaards KIRKE OG KRISTENDOM Arkiveret 12. oktober 2007 hos  Wayback Machine)
Konkordiebogen indeholder:
- De tre såkaldte økumeniske symboler fra oldkirken:

Den apostolske trosbekendelse (Apostolicum)
Den nikæno-konstantinopolitanske trosbekendelse (Nicaenum)
Den athanasianske trosbekendelse (Athanasium)
- De særlige lutherske symboler:

Den uforandrede augsburgske bekendelse fra 1530 (Confessio Augustana)
Philipp Melanchthons apologi for denne
De schmalkaldiske Artikler fra 1536
Luthers store og lille Katekismus fra 1529
Konkordieformlen fra 1577

## Den danske Folkekirkes bekendelseskrifter
Denne store samling 'symbolske bøger' – Konkordiebogen – blev aldrig anerkendt som bekendelsesskrift i Danmark-Norge, således at omfanget af bekendelsesskrifter i den dansk-norske kirke endelig kunne fastslås i Christian 5.'s Danske Lov af 1683 og Norske Lov af 1687.

## Lille ordliste
| Ord, vending, begreb                | Beskrivelse |
| gnesio-lutheranere                  | De sande eller ægte lutheranere, som bekæmpede filippisterne og ville hævde den lutherske reformationsbevægelses skarpt afgrænsede egenart overfor andre, formidlende tendenser. |
| filippist, filippister, filippisme  | Efter Melanchthons fornavn Philipp. Disse disciple af Melanchthon hældede mere til den humanistiske tradition som hele reformationsbevægelsen var begyndt med ved 1500-tallets begyndelse. Der udviklede sig mellem disse to grupperinger uenighed blandt andet med hensyn til dåb, og karakteren af Kristi tilstedeværelse i nadveren.                                          |
| krypto-calvinist, krypto-calvinisme | Gnesio-lutheranerne kaldte de af filippisterne der nærmede sig calvinisterne, for hemmelige eller skjulte calvinister, krypto-calvinister (krypto af kryptein, græsk for "at skjule"), og da filippisterne kort efter 1600 havde tabt slaget om den rette lære, fik den såkaldte lutherske ortodoksi sin glansperiode indtil slutningen af århundredet, hvor pietismen tog over. |
| synergisterne, synergisme           | Hentyder her til at mennesket med dets egen vilje kan arbejde med på sin frelse. |
| antinomisme                         | At mennesket skulle være sikret frelsen alene i kraft af troen og af dåben, og at overholdelsen af de ti bud og Guds Lov derfor ikke er nødvendig. |
| adiaforon                           | (græsk: ligegyldige ting). Betegnelse for de ting, som man hverken kan påbyde eller forbyde ud fra den kristne tro. |
| 1548 Leipzig Interim                | Midlertidig overenskomst mellem katolikker og protestanter. Melanchthon havde her forsøgt at komme katolikkerne i møde. |
| gendøber, døber                     | Mener at man allerede skal være troende for at kunne blive døbt; modsat barnedåb. Dåb som den voksne troendes bevidste bekendelseshandling. |
| antitrinitar                        | Forkaster den kirkelige trinitetslære om Faderen, Sønnen og Helligånden som ét væsen, men tre personer som det fremgår af trosbekendelsen |